# Pădurea Verdele - Cheile Nărujei II
Pădurea Verdele - Cheile Nărujei II este o arie protejată de interes național ce corespunde categoriei a IV-a IUCN (rezervație naturală de tip mixt) situată în județul Vrancea, pe teritoriul administrativ al comunei Nistorești.

## Localizare
Aria naturală cu o suprafață de 250 hectare se află în Munții Vrancei (Subcarpații de Curbură) ocupând extremitatea vestică a județului Vrancea, în partea nordică a rezervației naturale Cascada Mișina și cea sudică a Parcului Natural Putna - Vrancea, pe cursul inferior al râului Năruja (afluent de stânga al râului Zăbala), incluzând Cheile Nărujei (sectorul inferior) și Pădurea Verdele (bazinul superior al văii Zăbalei).

## Descriere
Rezervația naturală a fost declarată arie protejată prin Legea Nr.5 din 6 martie 2000 (privind aprobarea Planului de amenajare a teritoriului național Secțiunea a III-a - zone protejate) și reprezintă o arie naturală de interes floristic, faunistic, geologic și peisagistic aflată în bazinul inferior al văii Nărujei din Munții Vrancei. Aceasta dispune de șase tipuri de habitate naturale de interes comunitar: Comunități de lizieră cu ierburi înalte higrofile de la nivelul câmpiilor, până la cel montan  și alpin; Fânețe montane; Păduri dacice de fag (Symphyto-Fagion); Păduri de fag de tip Luzulo-Fagetum; Păduri de fag de tip Asperulo-Fagetum și Vegetație herbacee de pe malurile râurilor montane. 
Aria protejată adăpostește arbori seculari cu specii de fag (Fagus sylvatica), brad (Abies) și molid (Picea abies); specii ierboase, precum și o mare varietate faunistică specifică Orientalilor. Rezervația naturală se suprapune sitului sitului de importanță comunitară - Pădurea Verdele la baza desemnării căruia se află cinci specii (mamifere, amfibieni, insecte) faunistice protejate la nivel european și aflate pe lista roșie a IUCN; astfel: urs brun (Ursus arctos), lup cenușiu (Canis lupus), râs eurasiatic (Lynx lynx), salamandra carpatică (Triturus montandoni) și croitorul cel mare al stejarului (Cerambyx cerdo).

## Căi de acces
- Drumul național DN2M pe ruta Focșani - Odobești - Roșioara - Vulcăneasa - Reghiu - Andreiașu de Jos - Nereju Mic - drumul județean DJ205D în direcția Năruja - în stânga (drum comunal) pe ruta: Podu Nărujei - Nistorești - Vetrești-Herăstrău - Brădetu.

## Monumente și atracții turistice
Obiective de interes istoric, cultural și turistic aflate în vecinătatea rezervației naturale:

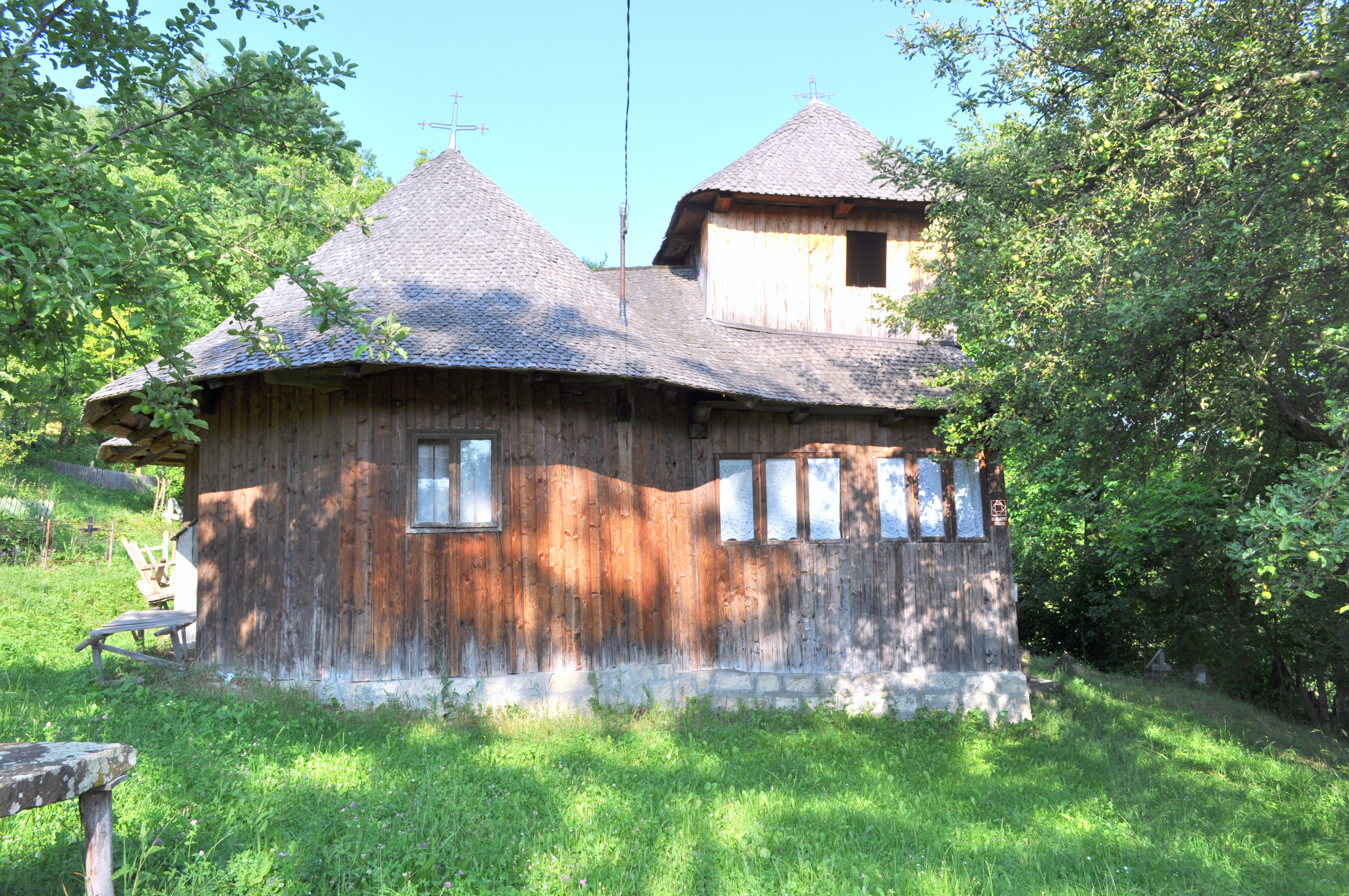
Biserica de lemn „Sfântul Nicolae” din Nistorești

- Biserica de lemn „Sfântul Nicolae” din Nistorești, construcție secolul al XVIII-lea, monument istoric.
- Biserica de lemn „Sf. Voievozi” din Vetrești-Herăstrău, construcție secolul al XVIII-lea, monument istoric.
- Biserica de lemn „Adormirea Maicii Domnului din Schitul Valea Neagră și turnul-clopotniță, construcție 1755-1757, monument istoric.
- Biserica „Cuvioasa Paraschiva” din Năruja, construcție 1788, monument istoric.
- Ariile protejate: Lacul Negru - Cheile Nărujei I, Muntele Goru, Cascada Mișina, Căldările Zăbalei - Zârna Mică, Căldările Zăbalei, Șindrilița (sit SCI).